# Passiflora costata
Passiflora costata Mast. – gatunek rośliny z rodziny męczennicowatych (Passifloraceae Juss. ex Kunth in Humb.). Występuje naturalnie w Peru, Wenezueli, Gujanie, Surinamie, Gujanie Francuskiej oraz Brazylii (w stanach Amazonas, Pará, Rondônia i Maranhão). 

## Morfologia
PokrójZdrewniałe, trwałe, owłosione liany.
LiściePodłużnie eliptyczne, rozwarte u podstawy, skórzaste. Całobrzegie, z tępym lub prawie ostrym wierzchołkiem. Ogonek liściowy jest owłosiony i ma długość 15–40 mm. Przylistki są nietrwałe.
KwiatyPojedyncze lub zebrane w pary. Działki kielicha są podłużnie lancetowate, białawe, mają 2–3,8 cm długości. Płatki są w kształcie podłużnej szpadelki, mają 1,5–3,6 cm długości. Przykoronek ułożony jest w jednym rzędzie, żółtopomarańczowo-czerwonawy, ma 15–30 mm długości.
OwoceSą elipsoidalnego lub prawie jajowatego kształtu. Mają 3,5–16 cm długości i 2,5–6 cm średnicy.